# Chapelle canoniale de Sées
La chapelle canoniale est un édifice situé à Sées, en France.

## Localisation
Le bâtiment est situé dans le département français de l'Orne, au nord de la cathédrale Notre-Dame de Sées.

## Historique
Malgré son nom usuel, ce monument ne semble pas avoir eu un usage de chapelle, mais de réfectoire ou de dortoir, puis de marché couvert. Il sert aujourd'hui de salle d'exposition.
Les façades et les toitures ont été classées monuments historiques par arrêté du 12 octobre 1939 .

## Architecture et mobilier
L'édifice est classé au titre des monuments historiques depuis le 12 octobre 1939.